# Serrat de Curan
El Serrat de Curan és una serra de l'Alta Ribagorça que fa de termenal entre els termes municipals del Pont de Suert, a l'Alta Ribagorça, Sopeira, a la comarca aragonesa de Ribagorça, i de Tremp, municipi del Pallars Jussà. Aquest darrer terme municipal absorbí el 1970 l'antic municipi ribagorçà d'Espluga de Serra, que incloïa l'enclavament d'Enrens i Trepadús, el límit sud del qual és el Serrat de Curan.
Aquesta serra té l'inici, al costat de ponent, en el serrat de l'Esquena d'Ase, del qual és la continuïtat cap a llevant. En uns 2 quilòmetres, el serrat es va enfilant cap a llevant fins a arribar al Pla de la Picorra, a 1.442,8 m. alt.